# Senda prohibida (serie de televisión)
Senda prohibida es una serie de televisión web dramática mexicana producida por Giselle González para TelevisaUnivision en el 2023. La serie es un reinicio de la historia homónima de 1958 creada por Fernanda Villeli, siendo adaptada por Laura Sosa, Leticia López-Margalli y Nayura Aragón. Se lanzó a través de Vix el 23 de junio de 2023. La serie fue renovada para una segunda y tercera temporada, las cuales, se lanzaron el 15 de septiembre de 2023.
Está protagonizada Ela Velden, Raúl Méndez y José Manuel Rincón, junto a un reparto coral.

## Premisa
Senda prohibida sigue la vida de Nora (Ela Velden), una mujer ambiciosa que inicia una rivalidad entre padre e hijo para conseguir la vida lujosa que siempre ha deseado. Viviendo en una época en dónde la mujer era considerada un objeto, Nora López o Corina —como la conocen en el bajo mundo de cabaret—, está decidida a conseguir la riqueza que tanto ha ambicionado y nada la detendrá hasta lograrlo. Para ello, está dispuesta a destruir el amor de una familia, desde manipular a hombres con su inmaculada belleza y poner a un padre en contra de su hijo, hasta llevarlos a un abismo donde cualquiera de ellos tendrá que arriesgar su vida.

## Reparto

### Principales
- Ela Velden como Nora López Jiménez / Corina[8]
- Raúl Méndez como Federico Rubio[8]
  - Miguel Revelo interpretó a Federico de joven
- Iliana Fox como Irene Rubio
  - Luz Mireya Velasco interpretó a Irene de joven
- Plutarco Haza como Raymundo Corrales
- José Manuel Rincón como Roberto[8]
- Esteban Soberanes como Enrique
- Danny Perea como Clementina
- Luz María Zetina como Clara

### Recurrentes e invitados especiales
- Concepción Márquez como Francisca
- Bernardo Flores como Julio
- Dalexa Meneses como Martha Rubio
- Alfredo Huereca como Eladio
- Mario Moran como Rafael
- Susana Zabaleta como cantante de boleros
- Oka Giner como Silvia Derbez
- Armando Espitia como Cosme
- Fernanda Rivas como Chabela
- Bruno Romagnoli como Pablo
- Luis Casan como Mariano
- Sebastián Maltrana como Gerardo
- Rafa Farías como Sergio
- Alberto Yáñez como Bonifacio
- Fabián Corres como Rafael
- Armando Hernández como Ceferino

## Episodios
| Temporada | Temporada | Episodios | Episodios | Lanzamiento original     | Lanzamiento original     |
| --------- | --------- | --------- | --------- | ------------------------ | ------------------------ |
|           | 1         | 7         | 7         | 23 de junio de 2023      | 23 de junio de 2023      |
|           | 2         | 8         | 8         | 15 de septiembre de 2023 | 15 de septiembre de 2023 |
|           | 3         | 6         | 6         | 15 de septiembre de 2023 | 15 de septiembre de 2023 |

### Primera temporada (2023)
| N.º en serie | N.º en temp. | Título                        | Fecha de lanzamiento original |
| --- | ------------ | ----------------------------- | ----------------------------- |
| 1 | 1            | «El destino tiene mil ojos»   | 23 de junio de 2023           |
| Roberto le pide a Corina, bailarina en un cabaret, que sea su novia. Federico, el rico empresario padre de Roberto conoce a Nora, una hermosa empleada de una florería, pero en realidad se trata de Corina quien de día cambia de identidad.             |              |                               |                               |
| 2 | 2            | «Bodas de agua»               | 23 de junio de 2023           |
| Durante la fiesta de aniversario, Federico recibe la llamada Nora, quien fingiendo, asegura que fue víctima de unos asaltantes, él apurado abandona a Irene y a sus invitados para ayudarla. Ya en compañía de Nora se deja arrastrar por el deseo.       |              |                               |                               |
| 3 | 3            | «Mentiras que matan»          | 23 de junio de 2023           |
| Después de su último encuentro con Federico, Corina pone en una pausa su relación con Roberto. Martha comienza a sentirse atraída por Julio. Federico acude al cabaret para exigirle a Corina que se aleje de su hijo y se enfrenta con Corrales.         |              |                               |                               |
| 4 | 4            | «De mi pasado preguntas todo» | 23 de junio de 2023           |
| Motivado por el rencor que siente hacia Nora, Rafael, un viejo amor del pasado, decide vengarse de ella. Intentando defender a Corina, Roberto y Rafael forcejean con un arma de fuego, repentinamente Roberto recibe un golpe y queda inconsciente.      |              |                               |                               |
| 5 | 5            | «Lazos de sangre»             | 23 de junio de 2023           |
| En la vecindad, Nora intenta quitar las manchas de sangre de su ropa. La policía encuentra el cuerpo sin vida de Rafael e inicia las investigaciones, el anillo de Roberto aparece en la escena del crimen.                                               |              |                               |                               |
| 6 | 6            | «Sortilegio de amor»          | 23 de junio de 2023           |
| Roberto le propone a Corina escapar juntos y vivir lejos su amor, temiendo que la policía los detenga por el asesinato de Rafael, sin embargo, ella le confiesa que se ha enamorado de otro hombre, destrozando su corazón.                               |              |                               |                               |
| 7 | 7            | «Perfidia»                    | 23 de junio de 2023           |
| Corrales manipula a Roberto sembrando dudas sobre su propio padre. Irene se desahoga con Carlos y le cuenta sus sospechas sobre una infidelidad de Federico. La policía investiga en el cabaret la identidad de Rafael. Roberto decide seguir a su padre. |              |                               |                               |

### Segunda temporada (2023)
| N.º en serie | N.º en temp. | Título               | Fecha de lanzamiento original |
| --- | ------------ | -------------------- | ----------------------------- |
| 8 | 1            | «Puro teatro»        | 15 de septiembre de 2023      |
| Roberto le confiesa a Irene que su padre estaba con una mujer. Al enterarse de que su hijo se debate entre la vida y la muerte, Federico llega al hospital e Irene, profundamente dolida y furiosa, le exige que le diga si tiene una amante.               |              |                      |                               |
| 9 | 2            | «El olvido»          | 15 de septiembre de 2023      |
| Roberto es trasladado a Rochester para tratar su problema neurológico. Esta situación es aprovechada por Federico quien, aprovechando su libertad, decide disfrutar más tiempo con Nora, lo que no imagina es que Corrales ha estado siguiendo sus pasos.   |              |                      |                               |
| 10 | 3            | «Incertidumbre»      | 15 de septiembre de 2023      |
| Para celebrar su cumpleaños, Federico decide llevar a Nora a un restaurante lujoso y a la ópera, lo que no imagina es que Clara lo descubrirá. Roberto recuerda lo sucedido previo a su accidente y le dice a Irene que su padre tiene una amante.          |              |                      |                               |
| 11 | 4            | «Ay, corazón...»     | 15 de septiembre de 2023      |
| Irene confirma que Federico tiene una amante. Corrales chantajea a Nora para que haga todo lo que él le pida, y le ordena que se quite el vestido a cambio de su silencio.                                                                                  |              |                      |                               |
| 12 | 5            | «Pecados capitales»  | 15 de septiembre de 2023      |
| Clara encuentra la florería donde trabaja la amante de Federico y agrede a Clementina pensando que es Nora. Federico decepcionado de sí mismo, se refugia en los brazos de Nora y le jura que nunca la dejará pues la ama perdidamente.                     |              |                      |                               |
| 13 | 6            | «¿Verdad o mentira?» | 15 de septiembre de 2023      |
| Corrales lleva a Roberto al cabaret para confirmar si aún siente algo por Corina. Federico se sincera con Enrique y le cuenta sobre Nora, sorpresivamente llega un policía quien cuestiona a Federico sobre el anillo encontrado en la escena de un crimen. |              |                      |                               |
| 14 | 7            | «Secretos»           | 15 de septiembre de 2023      |
| Leonor recuerda a Irene que una mujer decente debe aguantar y callar lo que sucede dentro de su casa. Irene recibe un sobre y de inmediato identifica la dirección del remitente, con gran impacto entiende que la carta se la envió la amante de Federico. |              |                      |                               |
| 15 | 8            | «La caja de pandora» | 15 de septiembre de 2023      |
| Irene descubre el lugar donde Federico esconde a su amante y decidida se dispone a enfrentar a Nora. Roberto enfrenta a su padre y le revela que su amante, la mujer que le arrebató, no es otra que la propia Corina.                                      |              |                      |                               |

### Tercera temporada (2023)
| N.º en serie | N.º en temp. | Título                        | Fecha de lanzamiento original |
| --- | ------------ | ----------------------------- | ----------------------------- |
| 16 | 1            | «Entre las almas...»          | 15 de septiembre de 2023      |
| Irene se enfrenta a Nora y ella finge estar embarazada de Federico. En la cena de pedida de mano de Martha, un temblor sacude la ciudad, provocando en Irene una catarsis que le da la fuerza para exigirle a Federico que se vaya de la casa.            |              |                               |                               |
| 17 | 2            | «Traición»                    | 15 de septiembre de 2023      |
| Federico se va a vivir al departamento de Nora quien enfurece, pues su plan era quedarse con la vida y la casa de Irene. Para que Roberto la deje en paz y para deslindarse de su culpabilidad, Nora lo denuncia como el asesino de Rafael y es detenido. |              |                               |                               |
| 18 | 3            | «Prisioneros»                 | 15 de septiembre de 2023      |
| Roberto es arrestado por la policía debido a una declaración anónima que lo acusa del asesinato de Rafael. Corrales furioso por el arresto de Roberto, planea un encuentro en el que Federico finalmente descubre la doble identidad, Nora es Corina.     |              |                               |                               |
| 19 | 4            | «El desengaño»                | 15 de septiembre de 2023      |
| Tras enterarse de la doble identidad de Nora, Federico no perdona su traición y decide dejarla. Nora con ayuda de Clementina entra a escondidas a la oficina de Corrales, quien la descubre y en un enfrentamiento ella saca su arma y le dispara.        |              |                               |                               |
| 20 | 5            | «Infames»                     | 15 de septiembre de 2023      |
| Federico descubre que Ochoa estaba coludido con Corrales, adicionalmente identifican a Nora como la responsable del asesinato del maleante. Clementina le dice a Nora que no será su cómplice, lo que desata la ira de Nora quien decide asesinarla.      |              |                               |                               |
| 21 | 6            | «Perdona nuestras ofensas...» | 15 de septiembre de 2023      |
| Nora, acorralada, logra escapar de la policía; como un desesperado intento, busca a Federico en su casa, quien, enterado de que su embarazo era otro de sus engaños, la rechaza; la acorralada joven decide atacarlo.                                     |              |                               |                               |

## Producción
El 16 de febrero de 2022, la serie fue anunciada como uno de los títulos de la plataforma de transmisión Vix de TelevisaUnivision. El 8 de agosto de 2022, se anunció que había comenzado el rodaje de la serie.

## Emisión

### Lanzamiento original
Senda prohibida tuvo su lanzamiento único con sus 7 episodios producidos el 23 de junio de 2023, a través de Vix. Dentro de la plataforma, el primer episodio está disponible para los planes gratuito y prémium, mientras que los seis restantes solo con el plan prémium.

### Emisión por televisión
Como parte de estrategia y promoción, los primeros dos episodios de la serie fueron emitidos en exclusiva en televisión abierta, a través de Las Estrellas el 24 de junio de 2023. Dicha emisión especial tuvo una audiencia 7.1 millones de espectadores (+P4) en alcance y proyección nacional.